# Geburtsortsprinzip
Geburtsortsprinzip (auch Geburtsort-, kurz Orts-, oder Territorialprinzip) bezeichnet das Prinzip, nach dem ein Staat seine Staatsbürgerschaft an alle Kinder verleiht, die auf seinem Staatsgebiet geboren werden. Es wird auch als Ius soli (auch Jus soli oder selten ius terrae; lateinisch ius soli ‚Recht des Bodens‘) bezeichnet und knüpft die Rechtsfolgen an ein leicht verifizierbares Ereignis an. Das Ius soli ist in seiner Reinform streng, formal und einfach. Hierbei ist ohne Belang, welche Staatsangehörigkeit die Eltern besitzen. Nach einer Untersuchung aus dem Jahr 2010 gibt es das Geburtsortsprinzip in 30 Staaten.
Vor allem ehemalige Kolonien neigen nach gewonnener Unabhängigkeit dem Geburtsortsprinzip zu, um die Einwanderung zu fördern oder ihre Bevölkerung, die teilweise aus ganz unterschiedlichen Ethnien zusammengesetzt ist, zu sichern. Doch auch das im ehemaligen Mutterland geltende Recht ist häufig ein bestimmender, wenn nicht sogar letztlich der ausschlaggebende Faktor.
Das Abstammungsprinzip (Ius sanguinis) ist ein anderes, meist parallel geltendes Prinzip des Staatsangehörigkeitserwerbs und an die Staatsbürgerschaft der Eltern gebunden. In den meisten Staaten gilt eine Mischung beider Erwerbsprinzipien.

## Deutschland
Im Heiligen Römischen Reich war seit der Durchsetzung der Territorialstaaten in der Frühen Neuzeit das Wohnortprinzip verbreitet: Jedermann war Untertan des Fürsten oder der Stadt, in der er lebte. Der entsprechende Rechtsgrundsatz lautete: lateinisch Domicilium facit subditum: „Der Wohnort macht den Untertan“. Das änderte sich mit der Einführung von Staatsangehörigkeitsgesetzen (z. B. in Preußen 1842). Seitdem galt in Deutschland das Ius sanguinis als der herrschende Erwerbstatbestand. Der Historiker Wolfgang Wippermann führt diesen Wandel auf den völkischen Begriff der Nation zurück, der sich in Deutschland im 19. Jahrhundert durchsetzte.
Das Reichs- und Staatsangehörigkeitsgesetz vom 22. Juli 1913 führte erstmals eine unmittelbare Reichsangehörigkeit ein. Mit diesem Reichsgesetz wurde im Deutschen Reich eine Mischform geschaffen: Es gab eine Staatsangehörigkeit in den jeweiligen Gliedstaaten, die zum Beispiel auch durch Heirat oder Einbürgerung erworben werden konnte. In der Zeit des Nationalsozialismus wurde schrittweise wieder das reine Abstammungsprinzip eingeführt.
Ergänzend zum bislang dominierenden Abstammungsprinzip wurde in Deutschland mit der Staatsangehörigkeitsreform 2000 und dem sogenannten „Optionsmodell“ ein ergänzendes Ius soli eingeführt, bei dem eine doppelte Staatsbürgerschaft besteht. Wenn das Kind in Deutschland geboren wird, ist es automatisch mit der Geburt Deutscher, auch wenn die Eltern nicht die deutsche Staatsangehörigkeit besitzen, falls sich ein Elternteil mindestens fünf (bis 26. Juni 2024 acht) Jahre gewöhnlich und rechtmäßig in Deutschland aufgehalten hat und ein Daueraufenthaltsrecht besitzt. Zunächst war vorgesehen, dass sich die Person dann in der Regel bis zum 23. Lebensjahr für eine Staatsbürgerschaft entscheiden musste (Optionspflicht). Davon ausgenommen waren ab dem 28. August 2007 Deutsche, die die Staatsangehörigkeit eines anderen EU-Mitgliedstaates oder der Schweiz besaßen. Die Optionspflicht wurde 2014 für in Deutschland aufgewachsene Doppelstaatler, zum 27. Juni 2024 überhaupt abgeschafft.

## Frankreich
In Frankreich galt traditionell das Ius soli. Während der Französischen Revolution setzte sich mehr und mehr das Ius sanguinis durch, weil das Ius soli wegen seiner mittelalterlichen Wurzeln als feudalistisch galt. 1804 wurde es von Napoleon im Code civil festgeschrieben, allerdings um einige Elemente des Geburtsortsprinzips erweitert. Das änderte sich 1851, als im Zuge der Industrialisierung zahlreiche Einwanderer nach Frankreich kamen, vor allem aus der Schweiz, Deutschland und Belgien. Nun führte man das französisch double droit du sol ein, das „doppelte Bodenrecht“. Danach ist Franzose, wer in Frankreich von französischen Eltern oder einem ausländischen Elternteil geboren wurde, das seinerseits dort gebürtig war. Dahinter stand die Erwartung, dass Schule und Wehrpflicht eine assimilierende Wirkung auf die Immigranten der zweiten Generation ausüben würden.
Mit diesem Staatsbürgerschaftsrecht gilt Frankreich laut dem Historiker Christian Jansen als Idealtypus einer Staatsnation, in der die Zugehörigkeit zum Staatsvolk nicht wie in Deutschland, wo sich die Staatsangehörigkeit nach angenommenen objektiven Kriterien wie der Abstammung oder der Kultur richtet, sondern staatsbürgerlich auf der subjektiven Zustimmung zu den nationalen Werten beruht (Willensnation).

## USA
In den Vereinigten Staaten von Amerika regelt der 14. Zusatzartikel zur Verfassung, dass alle in den USA geborenen Personen, mit Ausnahme von Diplomaten-Kindern, US-Staatsbürger sind. Schätzungen von 2015 gingen allein von etwa 36.000 Chinesinnen pro Jahr aus, die in den USA ein Kind zur Welt brachten.
Nachdem die Behörden ein System des „Geburtstourismus“ erkannt hatten, bei dem vor allem schwangere Frauen aus der VR China, aber auch aus Russland, Südkorea, Taiwan oder der Türkei in die Vereinigten Staaten reisten und dort ihre Kinder zur Welt brachten, erhob der Staat im Februar 2019 Klage gegen Betreiber und Kundinnen von Reiseagenturen, die Reisen in die USA zum Zwecke des Erwerbs der Staatsbürgerschaft durch Geburt anbieten.
US-Präsident Donald Trump hatte kurz nach Beginn seiner zweiten Amtszeit eine Executive Order erlassen, wonach bestimmten in den USA Geborenen die US-Staatsbürgerschaft verweigert werden soll.

## Kanada
In Kanada gab es vor 1947 keine gesetzliche Regelung. Bis auf wenige Ausnahmen gilt seitdem das Geburtsortsprinzip.

## Argentinien
In Argentinien gilt das Geburtsortprinzip.
Laut Einwanderungsbehörde kamen im Jahr 2022 mehr als 5800 schwangere Russinnen nach Argentinien, offenbar um dort zu entbinden.